# Tephritopyrgota penicillaticoxa
Tephritopyrgota penicillaticoxa är en tvåvingeart som först beskrevs av Günther Enderlein 1942.  Tephritopyrgota penicillaticoxa ingår i släktet Tephritopyrgota och familjen Pyrgotidae. Inga underarter finns listade i Catalogue of Life.